# Fredrik Bergquist
Fredrik Bergquist, född 28 februari 1973 i Sollefteå, är en svensk före detta ishockeyspelare.
Bergquist ansågs i unga år vara en stor backtalang, ofta omnämnd tillsammans med Peter Forsberg och Markus Näslund. Han var med och vann TV-pucken med Ångermanland 1988.  Bergquist valdes till turneringens bästa back och fick ta emot Lill-Strimmas stipendium. Därefter fick han lite speltid i Modo Hockey.
År 1995 lämnade han Modo Hockey för allsvenska IF Troja-Ljungby och hamnade 1996 i Björklöven, där han blev en nyckelback och fick vara med om att ta klubben upp till Elitserien vid två tillfällen (1998 och 2000). Under två år i franska Amiens där han med 17 mål och totalt 54 poäng på 71 matcher fick han visa sin offensiva egenskap. Därefter återvände han till allsvenska Skellefteå AIK som han fick vara med att ta till Elitserien. 
I Elitserien fick han åter lite speltid och fick - som 34-åring - spela en del av säsongen 2006/07 med Skellefteås juniorlag i J20 SuperElit. Efter säsongen varvade han ner i division 1 i ishockey med SK Lejon. Han slutade som spelare 2009.

## Klubbar
- SK Lejon (2007-2009)
- Skellefteå AIK (2003-2007)
- Amiens (2001-2003)
- Björklöven (1996-2001)
- IF Troja-Ljungby (1995/1996)
- Modo Hockey (-1995)